# Planetárium Ostrava
Planetárium Ostrava (dříve Hvězdárna a planetárium Johanna Palisy) je třetím největším planetáriem v Česku a jediným v Moravskoslezském kraji s pravidelnou programovou nabídkou pro školy a širokou veřejnost. Bylo založeno v roce 1980 a je součástí Hornicko-geologické fakulty VŠB – Technické univerzity Ostrava. Sídlí v areálu na západním okraji Ostravy v městském obvodu Krásné Pole.
Programová nabídka planetária zahrnuje audiovizuální pořady pod umělou oblohou, které jsou vhodné nejen jako doplněk školní výuky, ale slouží ke vzdělávání a popularizaci astronomie pro veřejnost. Hvězdárna má k dispozici dvě kopule. První je určena pro veřejnost a probíhají v ní tematická pozorování, druhá je využívána pro odborná astronomická pozorování.

## Historie
Planetárium bylo 15. října 1980 slavnostně otevřeno a zpřístupněno prvním návštěvníkům. Ovšem tehdy se nepřestřihávala páska hvězdárny a planetária, ale sdruženého pracoviště – Báňské měřické základny. 
K plnému rozvoji činnosti planetária i hvězdárny došlo až na sklonku 80. a v průběhu 90. let minulého století. V roce 1994 byla instituce Báňské měřické základny zcela zrušena a hvězdárna a planetárium byly začleněny pod Institut geodézie a důlního měřictví Hornicko-geologické fakulty VŠB-TU.
V letech 1992–1998 byla činnost planetária výrazně podporována školským úřadem v Ostravě, od poloviny 90. let 20. století jej finančně podporuje také statutární město Ostrava.
V letech 2000 až 2014 byl používán název Hvězdárna a planetárium Johanna Palisy. V listopadu 2014 byla dokončena celková rekonstrukce a modernizace budovy planetária a nejbližšího okolí a došlo také ke změně názvu na Planetárium Ostrava.
V dubnu 2010 byla v planetáriu uvedena premiéra pořadu virtuální vesmír: Start!, ve kterém byla poprvé v planetáriu v ČR[zdroj?]  použita stereoskopická projekce (3D). Jednalo se o technologii Infitec s pasivními brýlemi a vizualizační prostředí Uniview (v této kombinaci se jednalo o první instalaci v planetáriu na světě).[zdroj?]

## Činnost

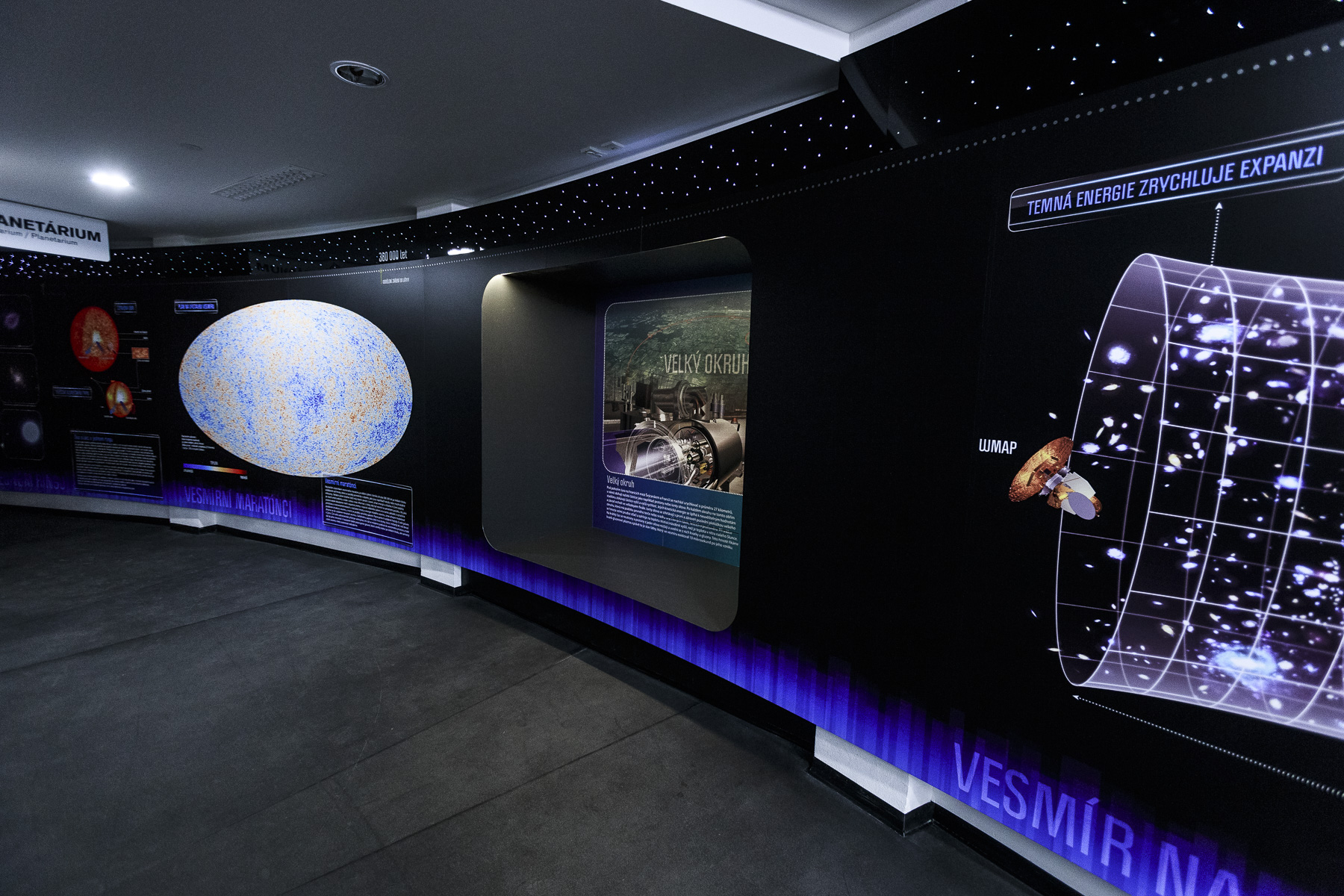
Expozice v předsálí

Planetárium slouží jako vzdělávací zařízení a science centrum pro školy i širokou veřejnost. Nabízí několik desítek pořadů sloužících jako doplňková výuka pro školy. Pořady jsou rozčleněny podle věkových kategorií a navazují na učivo prvouky, přírodovědy, fyziky, zeměpisu a mnoha dalších předmětů základních a středních škol. Pořady jsou nabízeny také v několika jazykových verzích,[zdroj?]  především v angličtině, a jsou vhodným doplňkem pro studenty jazyků. 
Mezi ostatní činnosti patří pozorování noční hvězdné oblohy na hvězdárně, odborné přednášky, semináře, workshopy a další kulturní a hudební akce. Jednou z činností na hvězdárně jsou také odborná pozorování proměnných hvězd a exoplanet.
Návštěvnost planetária rok po dokončení rekonstrukce činila rekordních 125 tis., což bylo přibližně 2,5x více než v předchozích letech. Průměrná roční návštěvnost se od té doby pohybuje na úrovni 90 tis. s výjimkou let 2020–2021, kdy dosahovala pouze cca 35 tis. vlivem omezení souvisejících s pandemií covid-19.

## Přístrojové vybavení

### Sférické kino
Původní sál planetária byl vybaven středním opticko-mechanickým planetáriem, které vyrobila firma Carl Zeiss Jena. Byl to typ Raumflug planetarium DP2 („Planetárium pro kosmické lety“) z roku 1980. V 90. letech přibyla doplňková projekce zajištěná 6 dataprojektory.

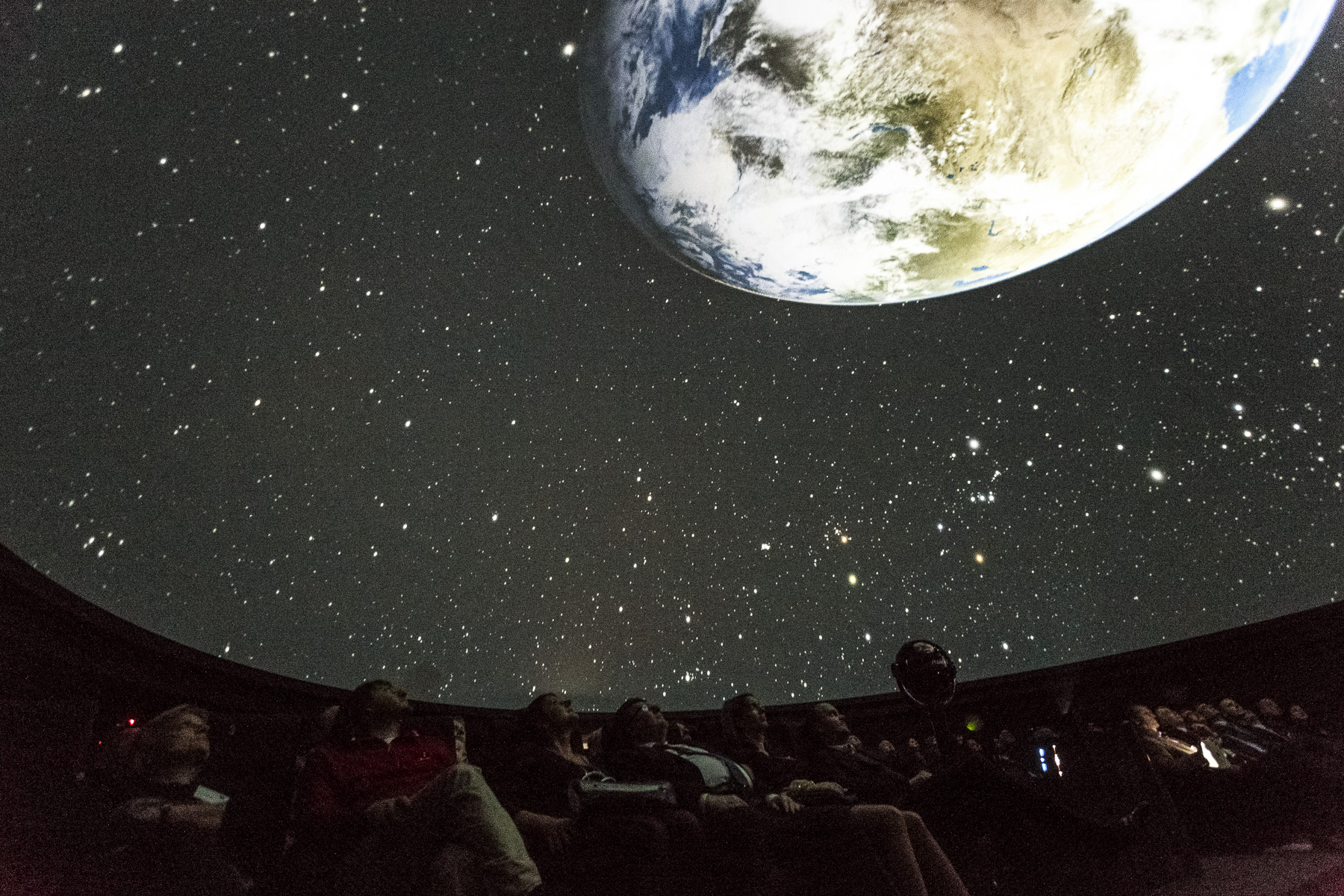
Pořad v planetáriu

Po rozsáhlé rekonstrukci v letech 2012–2014 získalo planetárium nejnovější systém projekce hvězdné oblohy, tzv. hybridní planetárium. To sestává z optomechanického projektoru hvězdné oblohy Pandia (výrobce japonská společnost GoTo) a digitálního planetária (výrobce americká společnost Evans & Sutherland). Tento systém umožňuje nejen ukázku aktuální hvězdné oblohy, ale také jej lze využít k průletům kolem planet, měsíců a dalších těles Sluneční soustavy, nebo k cestě až k samotným hranicím viditelného vesmíru. Po upgradu v roce 2020 tvoří systém řídicí a vizualizační software Digistar 7 spolu s pěti počítači a dvěma projektory s rozlišením 4096 × 4096 obrazových bodů, které promítají obraz na kopuli o průměru 13,2 metru.
Díky této technologii lze ve Sférickém kině během projekce vysvětlit mnoho fyzikálních a astronomických jevů, např. vznik zatmění Slunce a Měsíce, oběh planet ve Sluneční soustavě, střídání ročních období nebo vznik a původ meteorů.

### Pozorování na hvězdárně
V kopuli hvězdárny je k dispozici dalekohled Celestron Edge 14" s průměrem optiky 355 mm a ohniskovou vzdáleností 3900 mm, který poskytuje zvětšení pozorovaných objektů od 95krát až po 750krát. Druhým přístrojem je refraktor s průměrem objektivu 80 mm a ohniskovou vzdáleností 600 mm, který slouží k pozorování plošně větších objektů (Měsíc, hvězdokupy apod.). Třetí dalekohled s průměrem objektivu 100 mm a speciálním filtrem H-alfa je určen k pozorování Slunce, slunečních skvrn, erupcí a protuberancí.
Dalekohledy jsou umístěny na profesionální montáži 10Micron GM-4000, díky níž je možné vyhledat libovolný vesmírný objekt z databáze více než 90 000 galaxií, mlhovin a hvězdokup.

### Observatoř
Observatoří je nazývána druhá kopule hvězdárny, kde probíhají odborná pozorování. Pozorovatelé se zaměřují na fotometrii proměnných hvězd a tranzitů exoplanet a spolupracují s významnými astronomickými institucemi jako např. s Astronomickým ústavem AV ČR v Ondřejově.
Pro odborná pozorování je používán dalekohled Meade LX200 s průměrem optiky 300 mm a ohniskovou vzdáleností 3000 mm společně se CCD kamerou C2-7000A. Jako pointační přístroj slouží refraktor s průměrem objektivu 100 mm, ohniskovou vzdáleností 900 mm a kamerou G2-8300.

### Expozice
Součástí Planetária Ostrava jsou také interaktivní expozice rozdělené do pěti částí: Ke hvězdám, K planetám, Za světlem, Na oběžnou dráhu a Do hlubin Země. Obsahují na čtyři desítky exponátů, které návštěvníkům umožňují pochopit vybrané fyzikální, astronomické nebo geologické jevy hravou formou. Panely jsou v češtině, ale obsahují QR kódy, které ukrývají informace v angličtině a polštině.

### Přednáškový sál
V přednáškovém sále probíhají populárně naučné přednášky, především z astronomie nebo astrofyziky, určené veřejnosti a učitelům základních a středních škol. Zváni jsou přednášející z českých i zahraničních univerzit a vědeckých ústavů.

#### Astronomický kurz
Jednou z nejoblíbenějších aktivit[zdroj?] je Astronomický kurz, který v Planetáriu probíhá od roku 2003 a je určen pro zájemce o vesmír od 15 let. Účastníci kurzu se během školního roku seznámí se základními informacemi o Sluneční soustavě, atmosférických úkazech, vzniku a vývoji hvězd, o hvězdokupách, mlhovinách, galaxiích a o tom, jak vlastně funguje vesmír. Součástí kurzu je u orientace v souhvězdích, zajímavých vesmírných objektech a pozorování astronomickými dalekohledy.

#### Astronomický kroužek
V Astronomickém kroužku, který je určen pro žáky základních škol do 15 let, se děti naučí poznávat souhvězdí viditelná ve všech ročních obdobích, pozorovat a vysvětlovat jevy na denní i noční obloze, seznámí se s planetami a objekty ve Sluneční soustavě, zjistí, jak se rodí a umírají hvězdy a jaké objekty astronomové pozorují ve vzdáleném vesmíru. Dalekohledy budou pozorovat Měsíc i objekty noční oblohy a pokusí se je i fotografovat.

### Hudební a kulturní akce
Planetárium Ostrava pořádá i sférickou projekci z vesmíru v propojení s hudbou různého žánru. Konají se zde i živé koncerty a divadelní představení – některých z nich se přímo účastní i humanoidním robot Engie.
V Galerii Mira a nejvyšším patře budovy zvaném Na vyhlídce probíhají výstavy uměleckých děl, které propojují umění, přírodu i vědecké experimenty.